# Ciclo do gado
O ciclo do gado, por vezes chamado de ciclo do couro ou ciclo da pecuária, surgiu após a decadência da cana de açúcar. O ciclo do açúcar chegava ao fim depois da expulsão dos holandeses do Nordeste e do seu deslocamento para as Antilhas. Lá, instalaram grandes engenhos, que passaram a concorrer com os brasileiros. Nessas ilhas da América Central, alcançara-se enorme produção, e o açúcar era vendido por um preço inferior ao produzido no Brasil.
A saída para o declínio da cana de açúcar e de outros produtos da terra ocorreu com o povoamento do sertão nordestino, região até então muito pouco conhecida e explorada. Começava assim o ciclo do gado. Por fim, quase todo o território brasileiro, nos séculos XVII e XVIII, desenvolveu atividades pastoris, havendo grande comércio de carne e couro. Foi no Sul que a criação de gado mais se desenvolveu, sendo a pecuária o principal modo de colonização dessa região.
O gado marcou tanto a vida no sertão que se tornou tema do folclore da região, como é o caso do bumba-meu-boi.

## Introdução da Pecuária no Brasil
A pecuária chegou ao Brasil no século XVI, na época das capitanias hereditárias, por Tomé de Sousa, encontrando condições favoráveis ao seu desenvolvimento. O gado inicial era de raça zebuína. Esta veio com o propósito de transportar cargas e pessoas e de movimentar os engenhos com os chamados trapiches  como força motriz. 

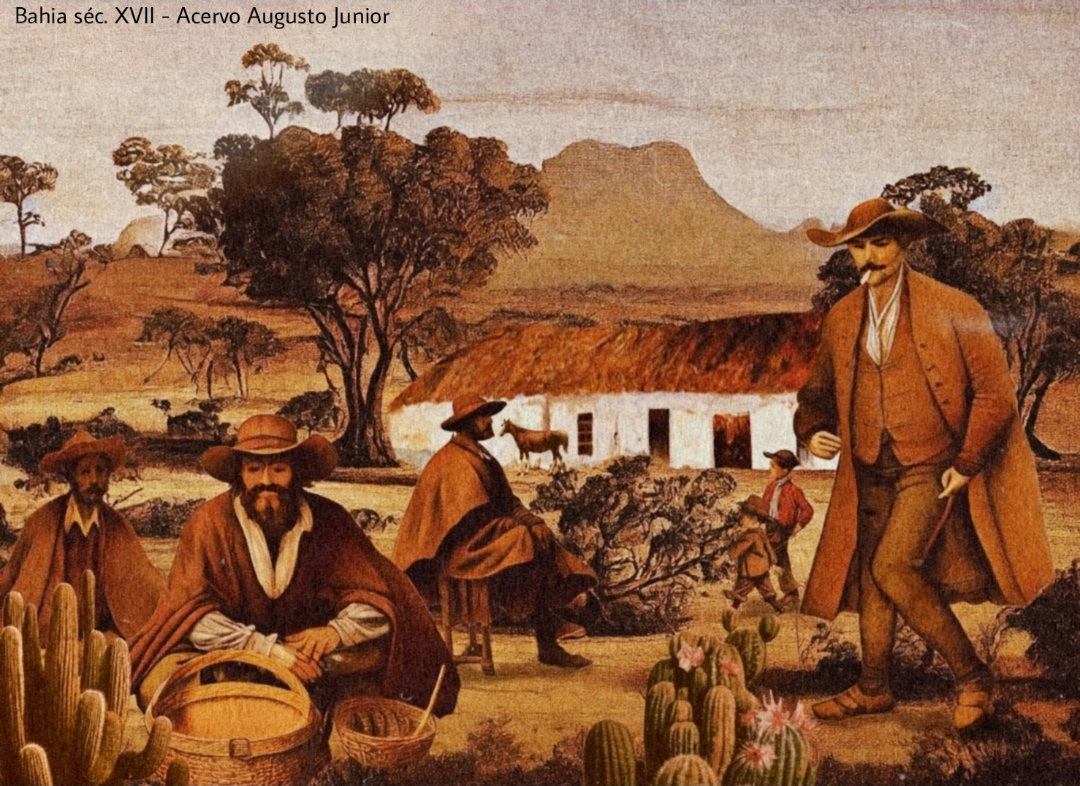
sociedade do couro na Bahia colonial.

No século XVII, com o maior desenvolvimento da cidade de Salvador, o gado foi, naturalmente, levado a regiões mais afastadas: da Praia do Forte até a região de Feira de Santana. 
Foi nesse avanço da pecuária para o interior da Bahia que surgiu a cultura do vaqueiro em 1550.
Inicialmente, a pecuária estava vinculada à economia de subsistência, fornecia couros e carnes para o consumo interno das grandes propriedades.

## Desenvolvimento
Fator essencial no povoamento de novas terras, o gado, no início, era propriedade dos donos de engenho e somente em meados do século XVII surgiu a figura do proprietário da fazenda de gado.
Foi nessa época, também, que o gado tomou a direção do interior, com uma estrutura baseada na grande propriedade, no trabalho livre e assalariado e na técnica extensiva.
Durante a descoberta do ouro nas Minas Gerais as culturas pecuárias estendeu pela bacia do São Francisco, pelo cerrado do planalto central. Desde essa época, o Rio São Francisco ficou conhecido como "Rio dos currais". Ao mesmo tempo surgia uma cultura pecuarista nos pampas sulistas, com reses oriundas do gado fugido das missões jesuíticas.
No Sul, as primeiras fazendas de gado datam do início do século XVIII e o consumo de charque integrou a região economicamente ao resto da colônia, principalmente ao Sudeste.
Nas últimas décadas do século XVIII a região de Pelotas começou a dominar os mercados brasileiros, pois o Nordeste era muito povoado e portanto chegou a um ponto que passou a produzir menos do que consumia, o que fez o mesmo importar do Sul também [carece de fontes?].
No século XX Minas Gerais ganhou um papel importante para a pecuária leiteira com a expansão agrícola e pecuarista principalmente no Triângulo Mineiro.
No  Nordeste, o couro esteve muito presente na vida dos homens do sertão, conforme explica o historiador Capistrano de Abreu:
[...] de couro era a porta das cabanas, o rude leito aplicado ao chão duro, e mais tarde a cama para os partos; de couro eram todas as cordas, a borracha para carregar água, o mocó ou alforje para levar comida, a maca para guardar roupa, a mochila para milhar cavalo, a peia para prendê-lo em viagem, as bainhas de faca, as bruacas e surrões, a roupa de entrar no mato, os banguês para curtume ou para apurar sal; para os açudes, o material de aterro era levado em couros puxados por juntas de bois que calcavam a terra com seu peso. Em couro o sertanejo pisa o tabaco para o nariz— Enciclopédia Delta de História do Brasil. [S.l.]: Editora Delta S/A. 1969. p. 1483